# Pardosa pinangensis
Pardosa pinangensis este o specie de păianjeni din genul Pardosa, familia Lycosidae. A fost descrisă pentru prima dată de Thorell, 1890. Conform Catalogue of Life specia Pardosa pinangensis nu are subspecii cunoscute.